# Jet Airways

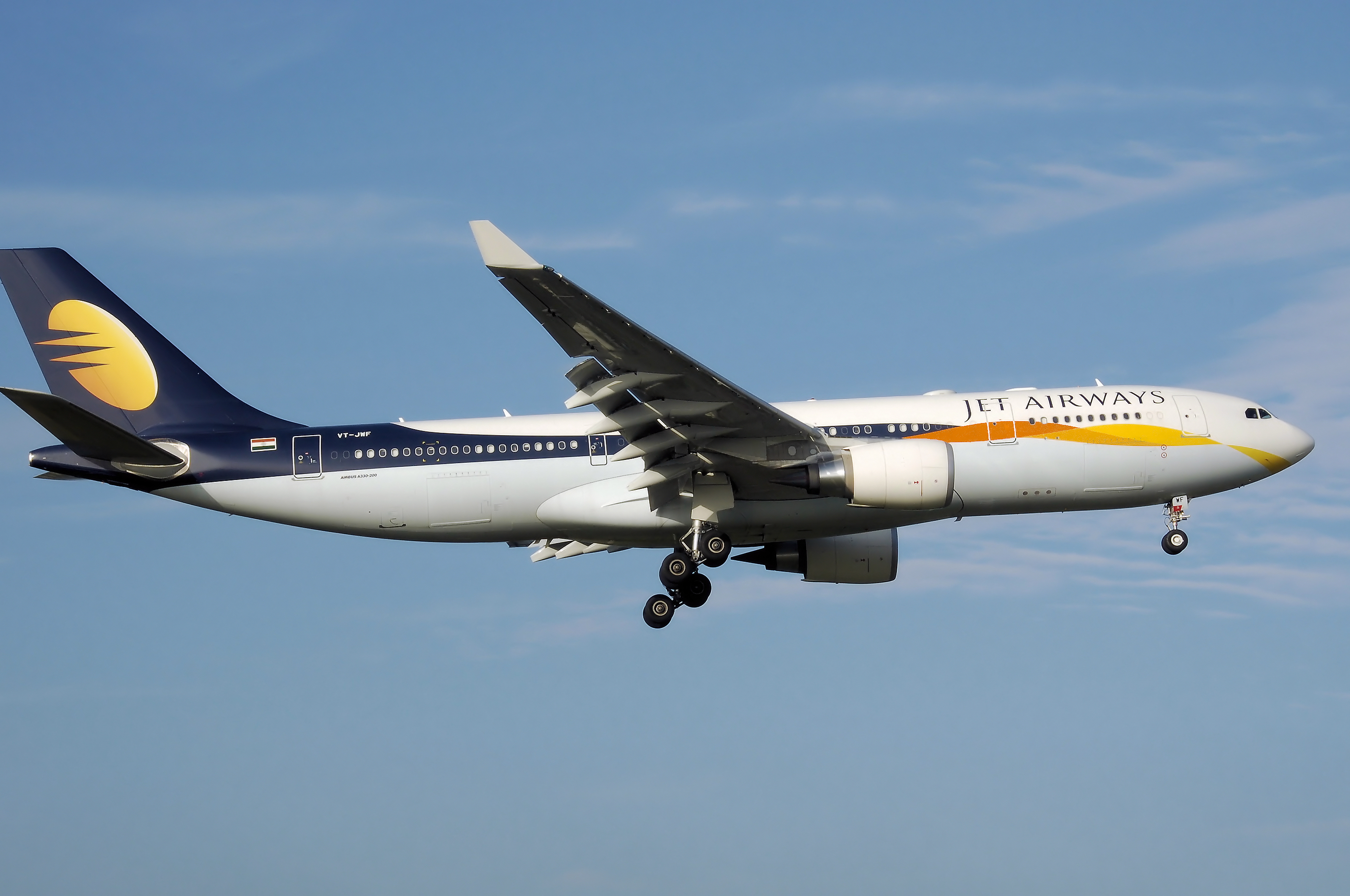
En Airbus A330-200 tillhörandes Jet Airways.

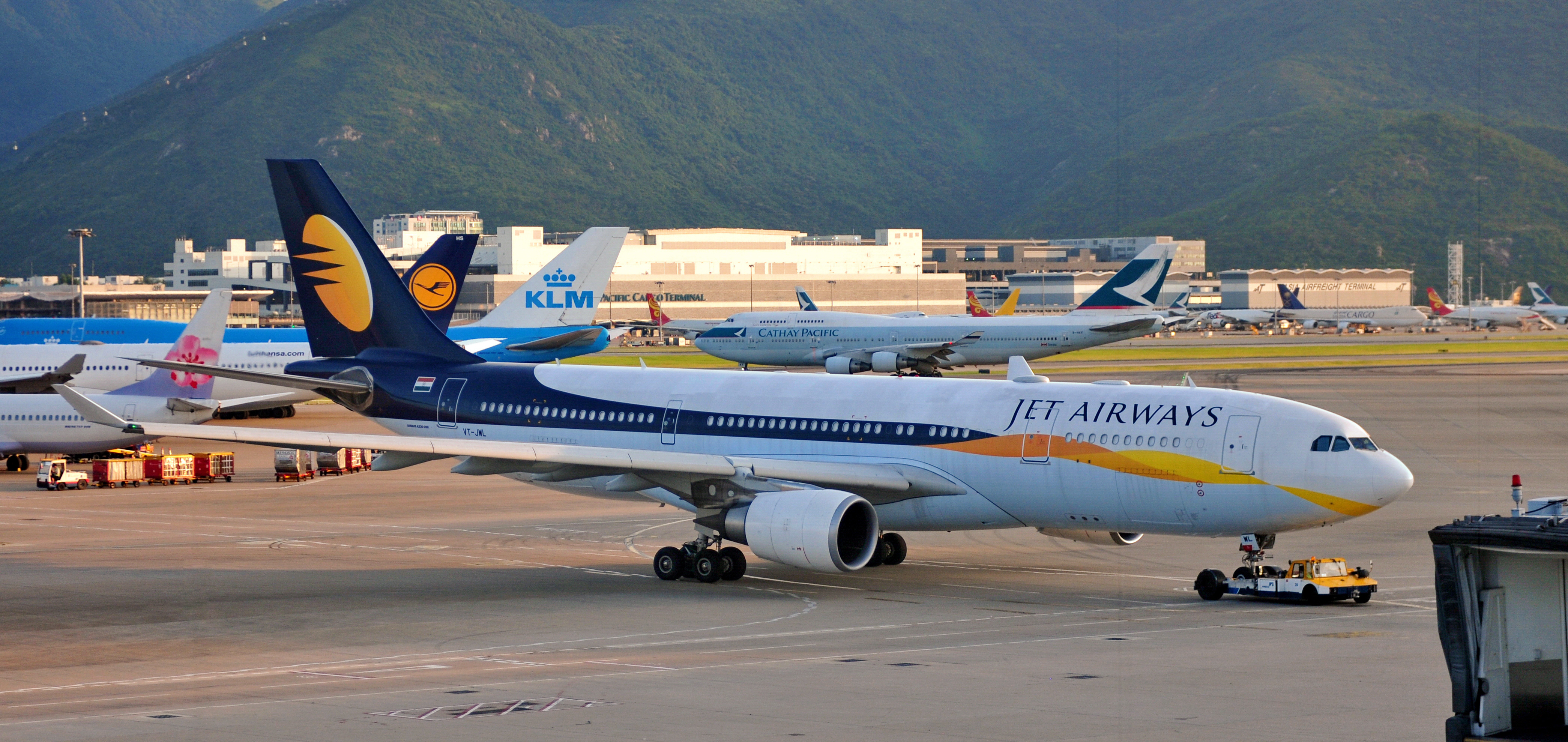
Airbus A330-202 VT-JWL

Jet Airways var Indiens första privata flygbolag, startat i början av 1990-talet. Den 17 april 2019 ställde bolaget in alla flygningar på grund av akuta ekonomiska problem. Flygbolaget planerades återuppstartas 2022, men olika problem, däribland en utdragen rättegång, har gjort att det fortfarande i juni 2024 inte var återuppstartat.

## Historik
Bolaget startades i början av 1990-talet på grund av den dåliga servicen som Indian Airlines ansågs erbjuda. Bolaget började som inrikes flygbolag, men flög även internationellt. Lågprisbolaget JetLite var ett dotterbolag till Jet Airways fram till konkursen.

### Krisen april 2019
Den 17 april ställde bolaget in samtliga flygningar efter finansiella problem.

## Destinationer
- 44 inrikes destinationer
- Colombo, Sri Lanka
- London, Storbritannien
- Kuala Lumpur, Malaysia
- Kathmandu, Nepal
- Singapore
- Bryssel, Belgien
- New York, USA

## Flotta[när?]
- 8 ATR 72
- 3 Airbus A340-300 (leasade från South African Airways)
- 1 Airbus A330-200
- 24 Boeing 737-800
- 12 Boeing 737-700
- 2 Boeing 737-900
- 4 Boeing 737-400
- 12 Boeing 777 -300ER